# Browiniec Polski
Browiniec Polski (dodatkowa nazwa w j. niem. Probnitz, przed 1918 r. Polnisch Probnitz) – wieś w Polsce, położona w województwie opolskim, w powiecie prudnickim, w gminie Biała. Historycznie leży na Górnym Śląsku, na ziemi prudnickiej. Położona jest na terenie Wysoczyzny Bialskiej, będącej częścią Niziny Śląskiej.
W latach 1975–1998 miejscowość należała administracyjnie do ówczesnego województwa opolskiego.
Według danych na 2011 wieś była zamieszkana przez 139 osób.

## Geografia

### Położenie
Wieś jest położona w południowo-zachodniej Polsce, w województwie opolskim, około 5 km od granicy z Czechami, na Wysoczyźnie Bialskiej, tuż przy granicy gminy Biała z gminą Lubrza. Należy do Euroregionu Pradziad. Leży na obszarze 405,97 ha. Ma charakter rolniczy. Głównymi uprawami są tutaj buraki cukrowe, rzepak i pszenica. Leży na terenie Nadleśnictwa Prudnik (obręb Prudnik).

### Środowisko naturalne
W Browińcu Polskim panuje klimat umiarkowany ciepły. Średnia temperatura roczna wynosi +8,2 °C. Duże zróżnicowanie dotyczy termicznych pór roku. Średnie roczne opady atmosferyczne w rejonie Browińca Polskiego wynoszą 625 mm. Dominują wiatry zachodnie.

## Nazwa
Nazwa Browiniec przypuszczalnie pochodzi od prasłowiańskiego słowa borvъ, które oznacza „bydło”. W gwarze funkcjonuje słowo browek, czyli „wieprz”. W języku czeskim brav znaczy „trzoda chlewna”.
W alfabetycznym spisie miejscowości na terenie Śląska wydanym w 1830 roku we Wrocławiu przez Johanna Knie miejscowość występuje pod niemiecką nazwą Polnisch Probnitz.
Topograficzny opis Górnego Śląska z 1865 roku notuje wieś pod niemiecką nazwą Polnisch Probnitz, a także wymienia nazwy wynotowane z historycznych dokumentów we fragmencie „Das Dorf Polnisch-Probnitz (1379 Polonical Profencz, 1534 Polnisch-Brownitz).
W Spisie miejscowości województwa śląsko-dąbrowskiego łącznie z obszarem ziem odzyskanych Śląska Opolskiego wydanym w Katowicach w 1946 wieś wymieniona jest pod polską nazwą Browinek. 9 września 1947 nadano miejscowości polską nazwę Browiniec Polski. W opracowanej w 1971 przez Powiatowy Inspektorat Statystyczny w Prudniku Statystycznej charakterystyce miejscowości w gromadach powiatu prudnickiego, miejscowość została wymieniona pod nazwą Browieniec Polski. 24 listopada 2008 wprowadzono dodatkową nazwę wsi w języku niemieckim – Probnitz.
W historycznych dokumentach nazwę miejscowości wzmiankowano w różnych językach oraz formach: in Polonicali Profencz, Polnisch Probnitz (1384), Polnisch Brownitz (1534), Browiniec, Probnitz, Polnisch- (1845), Browiniec Polski, niem. Polnisch Probnitz (1880), Browinek albo Polski Browiniec (Polnisch Probnitz) – Proben (1939), Browiniec Polski – Proben (Probnitz) (1951), Browiniec Polski, -ńca -kiego (1980).

## Historia

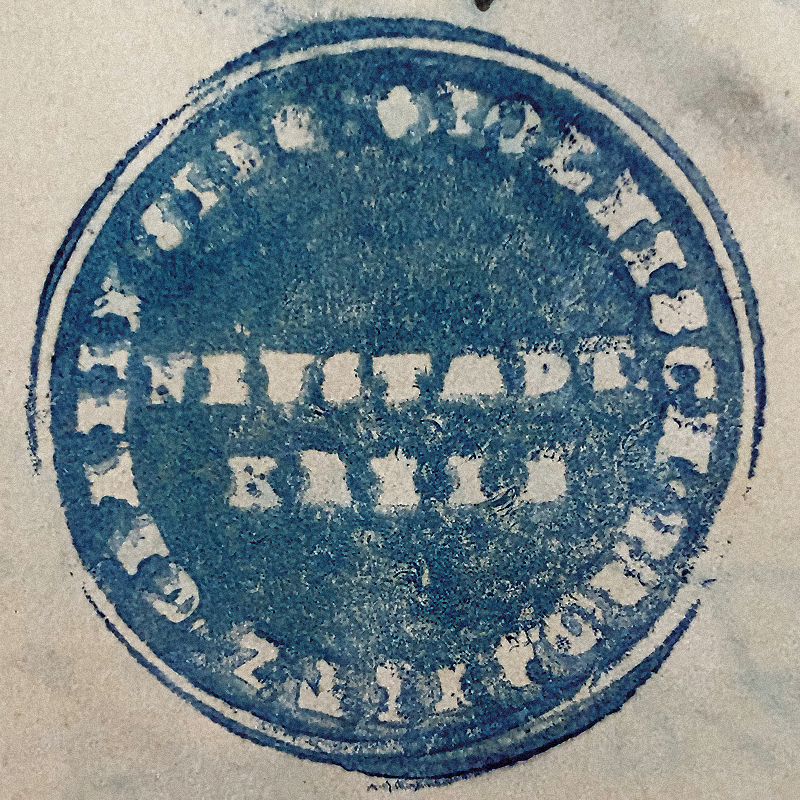
Pieczęć Browińca Polskiego (1897)

Pierwsza wzmianka o Browińcu Polskim pochodzi z 1374. Został odnotowany w 1534 roku jako własność feudała. Przed 1534 gospodarstwo folwarczne znajdujące się w Browińcu Polskim zostało opuszczone. Założono nowy folwark.

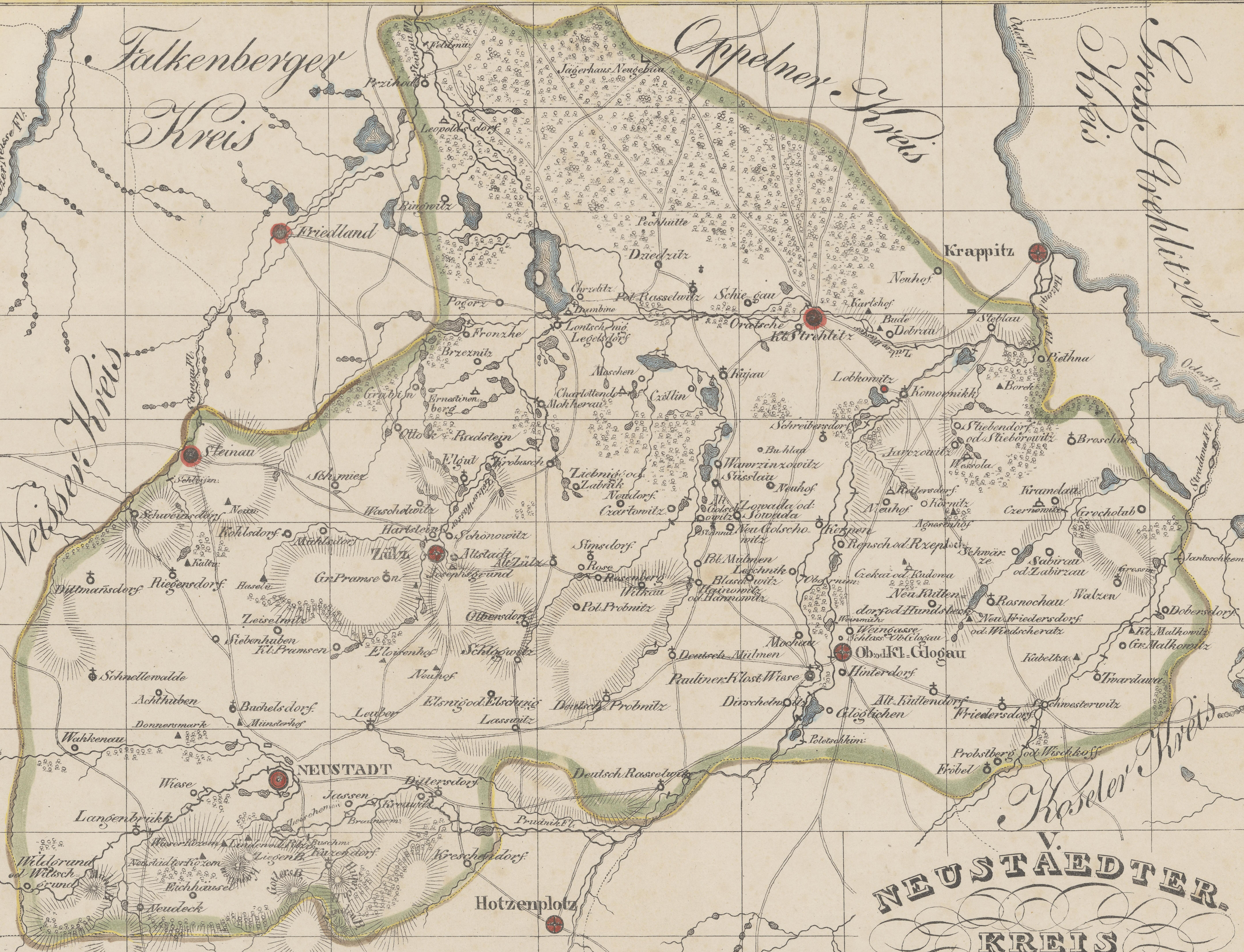
Browiniec Polski (Pol Probnitz) wśród miejscowości ziemi prudnickiej na mapie z XIX wieku

Wieś posiadała swoją własną pieczęć, która przedstawiała w otoku napis: POLNISCH · PROBNITZ · GEMEIN SIEG, a w polu: NEUSTAEDT. KREIS (pol. Gmina Browiniec Polski / Powiat Prudnicki). Według spisu ludności z 1 grudnia 1910, na 289 mieszkańców Browińca Polskiego 1 posługiwał się językiem niemieckim, a 288 językiem polskim. W 1921 w zasięgu plebiscytu na Górnym Śląsku znalazła się tylko część powiatu prudnickiego. Browiniec Polski znalazł się po stronie wschodniej, w obszarze objętym plebiscytem.
W latach 1945–1950 Browiniec Polski należał do województwa śląskiego, a od 1950 do województwa opolskiego. W latach 1945–1954 wieś należała do gminy Gostomia, a w latach 1954–1972 do gromady Gostomia. Podlegała urzędowi pocztowemu w Białej.
W 1949 we wsi znajdowali się między innymi: kotlarz, krawiec, piekarz. W 1972 w Browińcu Polskim wzniesiono kościół Podwyższenia Krzyża Świętego, przebudowany w latach 2003–2004.

## Mieszkańcy
Miejscowość zamieszkiwana jest przez mniejszość niemiecką oraz Ślązaków. Mieszkańcy wsi posługują się gwarą prudnicką, będącą odmianą dialektu śląskiego. Należą do podgrupy gwarowej nazywanej Goloki.

### Liczba mieszkańców wsi
- 1871 – 272[31]
- 1885 – 321[32]
- 1905 – 297[33]
- 1910 – 289[20]
- 1933 – 285[34]
- 1939 – 284[34]
- 1966 – 239[35]
- 1998 – 176[36]
- 2002 – 146[36]
- 2009 – 144[36]
- 2011 – 139[36]
- 2013 – 143[37]

## Zabytki

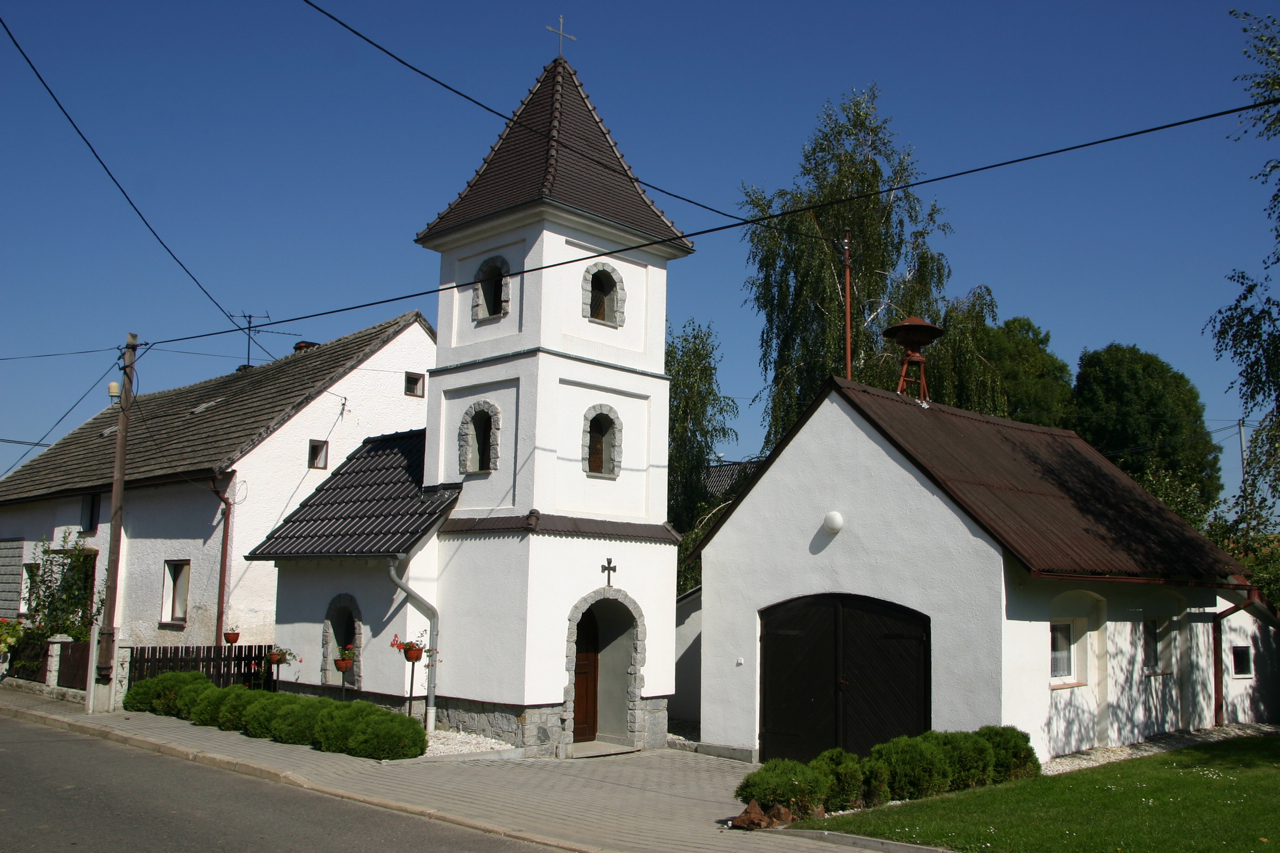
Kaplica-dzwonnica

Do wojewódzkiego rejestru zabytków wpisana jest:
- kaplica-dzwonnica, z XVIII/XIX w.

Zgodnie z gminną ewidencją zabytków w Browińcu Polskim chroniona jest ponadto:
- remiza strażacka

## Gospodarka
W Browińcu Polskim siedzibę ma firma Technika System, zrzeszona w Cechu Rzemieślników i Przedsiębiorców w Prudniku.

## Transport

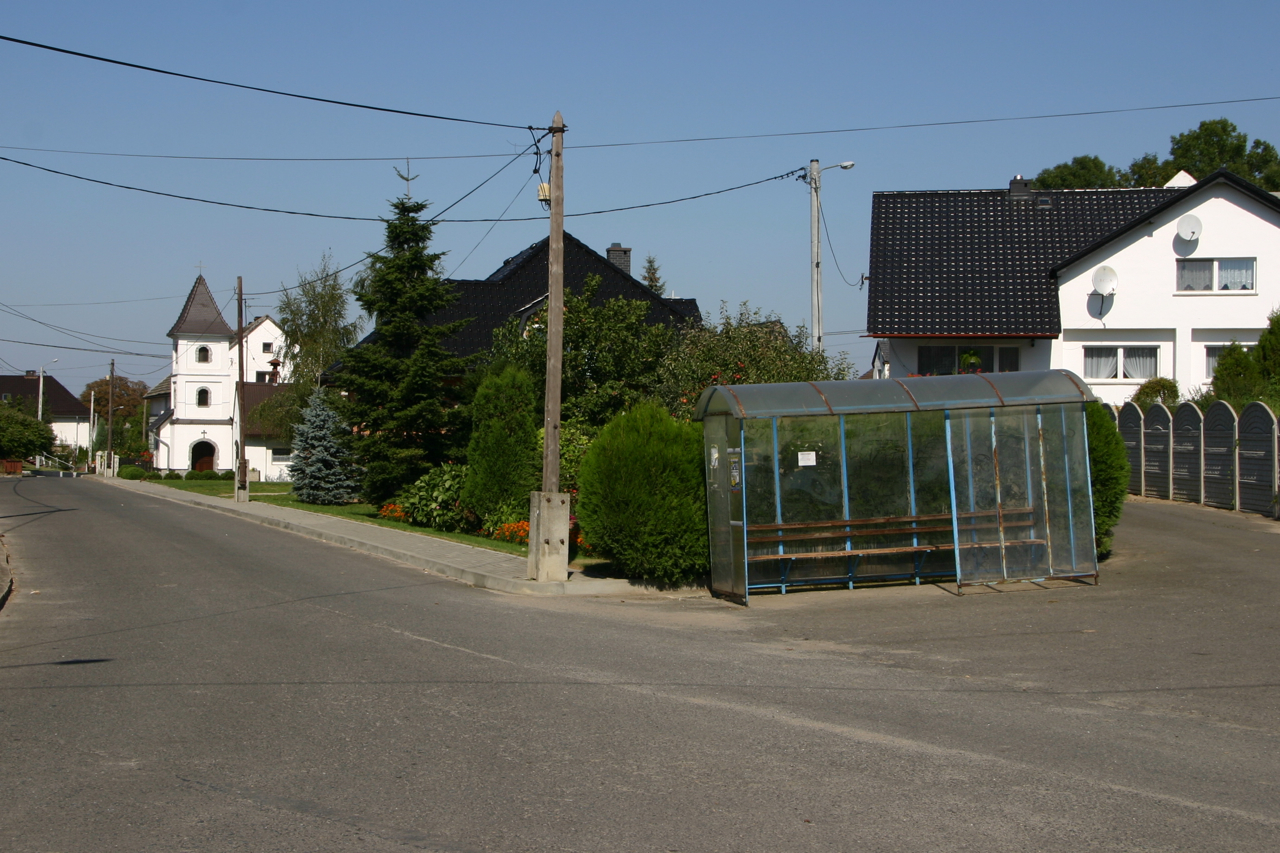
Przystanek autobusowy

W zarządzie Wydziału Drogownictwa Starostwa Powiatowego w Prudniku znajduje się droga powiatowa nr 1256O relacji Nowy Browiniec – Browiniec Polski – Solec – Biała – Ligota Bialska – Otoki.
Browiniec Polski posiada połączenia autobusowe z Prudnikiem i Białą. We wsi znajdują się jeden przystanek autobusowy.

## Kultura
W Browińcu Polskim działa Niemieckie Koło Przyjaźni (Deutscher Freundeskreis) – oddział terenowy Towarzystwa Społeczno-Kulturalnego Niemców na Śląsku Opolskim.

## Religia
W Browińcu Polskim znajduje się katolicki kościół Podwyższenia Krzyża Świętego, który należy do parafii św. Jana Chrzciciela w Solcu (dekanat Biała).

## Turystyka
Oddział PTTK „Sudetów Wschodnich” w Prudniku ustanowił turystyczną Odznakę Krajoznawczą Ziemi Prudnickiej, którą zdobywa się poprzez zwiedzenie odpowiedniej liczby obiektów w miejscowościach położonych na ziemi prudnickiej, w tym w Browińcu Polskim. Przez Browiniec Polski przebiega trasa Kolarskiego Rajdu Dookoła Ziemi Bialskiej, za przejechanie którego PTTK Prudnik przyznaje odznakę.

## Bezpieczeństwo
Miejscowość jest pod opieką dzielnicowego rejonu służbowego nr 15 Komendy Powiatowej Policji w Prudniku (Posterunek Policji w Białej).
Teren wsi, jak i całej gminy Biała, położony jest w strefie nadgranicznej w związku z czym Straż Graniczna dysponuje, na tym obszarze, specjalnymi kompetencjami w zakresie bezpieczeństwa. Gminę Biała obejmuje zasięgiem służbowym placówka Straży Granicznej w Opolu ze Śląskiego Oddziału SG.